# Vasil Radoslavov
Vasil Hristov Radoslavov (en búlgaro: Васил Христов Радославов; Lovech, 15 de juliojul./ 27 de julio de 1854greg.-Berlín, 21 de octubre de 1929) fue un político búlgaro, jefe de Gobierno durante el reinado del zar Fernando en dos ocasiones. Decidió la intervención de Bulgaria en la I Guerra Mundial y atacó Serbia (1915), aliándose con los Imperios Centrales. Dimitió en junio de 1918, poco antes de que se produjera el desastre militar que obligó a Bulgaria a firmar el armisticio de 1918. En septiembre huyó a Alemania, donde se instaló hasta su muerte en 1929. Se le considera el principal político búlgaro de la corriente rusófoba de comienzos del siglo XX.

## Comienzos
Nació en Lovech, actual Bulgaria y por entonces parte del Imperio otomano el 15 de juliojul./ 27 de julio de 1854greg.. Estudió derecho en Heidelberg, donde se doctoró en 1882. A su regreso a Bulgaria ingresó en el rusófobo Partido Liberal. Entre 1884 y 1886 fungió como ministro de Justicia en el gabinete de Petko Krablelov.  Ya en 1886, se opuso al alineamiento de Bulgaria con Rusia, prefiriendo la cercanía a Viena.

## Primer Gobierno y cercanía a Stambolov
Nombrado primer ministro en 1886, se mostró decidido a modificar la política exterior búlgara a favor del Imperio austrohúngaro, objetivo que marcó su nuevo partido político, una escisión derechista del Partido Liberal, que fundó al año siguiente. Durante su periodo al frente del Gobierno, ejerció además de ministro de Justicia y de Interior. En 1887 pasó a formar parte del gabinete de Stefan Stambolov. Tras el asesinato de este en 1895 formó su propia agrupación política. Tras su separación de la agrupación de Stambolov, sin embargo, formó parte de la oposición unida a este.
En 1894 ingresó en el gabinete de Stoilov como ministro de Justicia y de Educación. Entre 1988 y 1900 fue ministro de Asuntos Exteriores en el Gobierno de Ivanchov.

## Nuevamente al frente del Gobierno y crisis campesina
Entre 1901 y 1903, volvió a presidir el Consejo de Ministros. Tras el deterioro de la situación del campesinado, a pesar de la expropiación de los terratenientes otomanos y las distribución de las tierras, debida sobre todo al aumento de la población, la poca productividad y la competencia de las producciones americanas, la imposición por el Gobierno de un impuesto del diez por ciento en especie hizo estallar las protestas en el campo. El Gobierno dimitió y fue sustituido por uno nuevo controlado por Radoslavov, que decidió utilizar al Ejército para sofocar la revuelta, muriendo en los choques varios campesinos. Su actuación dio lugar a la creación de un nuevo partido la Unión Agraria, para defender los intereses de los campesinos que, hasta entonces, habían votado sobre todo al Partido Liberal, del que era miembro Radoslavov.
A continuación, este procedió a disolver las comunas (ayuntamientos) y los entes de gobierno local, de forma ilegal. Estas medidas impopulares hicieron que pronto el príncipe Fernando sustituyese a sus protegidos por un nuevo Gobierno de coalición de los partidos opositores.
En 1903 fue juzgado por alta traición y condenado a ocho meses de prisión y la pérdida de sus derechos civiles, pero fue más tarde perdonado.

## Tercer gobierno

### Gestión de la derrota en la segunda guerra balcánica
Tras la derrota en la segunda guerra balcánica, el primer ministro Danev dimitió el 30 de juniojul./ 13 de julio de 1913greg. y Radoslavov regresó al frente del Consejo de Ministros cinco días más tarde. Primero el zar había tratado de formar un nuevo Gobierno de coalición con Malinov a la cabeza pero, ante la negativa de este, encargó la formación del nuevo gabinete a Radoslavov y sus aliados Liberales rusófobos. Los tres partidos, Liberales, Liberal-Nacionales y Jóvenes Liberales, provenían del Partido Liberal de Stefan Stambolov. Como este y a pesar de las disputas entre ellos, las tres formaciones defendían una política exterior hostil a Rusia y favorable a Austria-Hungría. Radoslavov presidió el Gobierno durante la Primera Guerra Mundial a la vez que ejercía como ministro de diversas carteras en el mismo periodo (de Interior y Salud entre 1913 y 1915 y de Asuntos Exteriores y Religión entre 1915 y 1918).
Se le acusó de subordinación total a Fernando, que deseaba desempeñar un papel relevante en la política exterior del país. Ganó las elecciones de noviembre de ese mismo año. En diciembre, tras la renuncia de su aliado de los Liberal-Nacionales Nikola Genadiev a la cartera de Exteriores por un escándalo de corrupción en el que se había visto envuelto en el anterior Gobierno liberal (1903-1908), Radoslavov asumió también este ministerio.
Radoslavov comenzó con una política exterior neutral hacia Rusia, con el beneplácito de la nación. Su posición tradicional, sin embargo, era de cercanía a los austrohúngaros, lo que comenzó a preocupar a Rusia y Francia. El sentimiento de abandono por parte de Rusia durante la guerra reforzó sus tendencias proaustrohúngaras. A partir de entonces y durante veintiún años, la política exterior búlgara abandonó su cercanía a Rusia que había mantenido con algunos gabinetes desde la independencia.

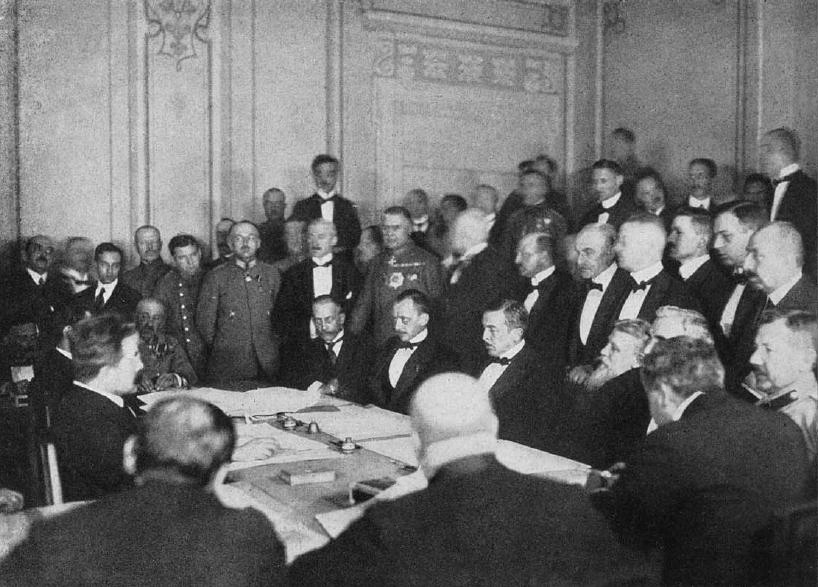
Radoslavov, en las negociaciones de paz con los delegados bolcheviques en Brest-Litovsk.

La situación en la que Radoslavov tomó las riendas del gobierno eran catastróficas; se esperaba que los rumanos ocupasen la capital en cualquier momento. De inmediato, el nuevo Gobierno trató de poner fin al conflicto y entabló contacto con las naciones enemigas. Las primeras conversaciones con serbios y rumanos fracasaron y continuó el avance de los ejércitos enemigos a pesar de ciertos éxitos marciales frente a los griegos en el valle del Strumica. Se extendieron los motines, la insubordinación y las enfermedades entre las tropas búlgaras, que no pudieron impedir la unión de rumanos y serbios el Belogradchik el 12 de juliojul./ 25 de julio de 1913greg.. Después de que Rusia interviniese para que serbios y rumanos se aviniesen a negociar la paz, los búlgaros aceptaron enseguida la propuesta rumana de comenzar las conversaciones en Bucarest el 21. El 30 de julio las delegaciones se reunieron por primera vez en la capital rumana.
Los intentos búlgaros de ganarse el favor de los rumanos y deshacer la coalición en su contra, así como de lograr la unidad de Macedonia y concederle la autonomía con el objetivo de anexionársela en el futuro, fracasaron. El 10 de agosto de 1913, su Gobierno tuvo que firmar el Tratado de Bucarest, que selló la derrota búlgara frente a sus recientes aliados. Serbia y Grecia se repartían casi la totalidad de Macedonia y Rumanía confirmaba la posesión de la Dobruya meridional. Poco más tarde, por el Tratado de Constantinopla con los otomanos, estos recuperaban el control de Tracia oriental. Las ganancias territoriales para Bulgaria eran escasas tras su gran sacrificio militar y financiero.
Una de sus principales y primera tareas al frente del gabinete fue tratar de poner fin a la crisis financiera causada por los gastos militares de las guerras recientes. Bulgaria comenzó a buscar un crédito para pagar sus deudas de 250 millones de francos. Francia trató de condicionar la concesión de créditos a la dimisión de Radoslavov y lograr la formación de un nuevo Gobierno más favorable a franceses y rusos. El acuerdo final para lograr un gran crédito alemán a mediados de julio de 1914 permitió a Radoslavov permanecer al frente del gabinete. La concesión del crédito no sólo supuso un mayor control de Alemania en la economía búlgara, sino que acercó políticamente al país a Alemania y sus aliados, a pesar de los desmentido de Radoslavov. Esta cercanía política era del agrado del primer ministro, que había buscado esta situación desde su toma de posesión el año anterior.

### La Primera Guerra Mundial
Al estallar la Primera Guerra Mundial, Radoslavov siguió el consejo de los Imperios Centrales de avisar a Rumanía de su intención de ocupar el territorio disputado de la Dobruya (perdido por Bulgaria en la segunda guerra balcánica) si el país entraba en guerra contra aquellos, como reclamaban algunos de los políticos más destacados del país, a pesar de la postura más prudente del primer ministro Ionel Brătianu y del dirigente principal de la oposición, Alexandru Marghiloman. Parece que, a la vez, Radoslavov llevó a cabo contactos secretos con Rumanía para tratar de lograr la cesión del sur de la Dobruya a cambio de la inactividad búlgara ante un ataque rumano a Austria-Hungría. Tras los reveses de los Imperios en septiembre de 1914, Radoslavov trataba de guardar una cierta distancia entre los dos bandos. La desconfianza entre los dos países hizo, sin embargo, que el entendimiento fracasase y el aviso del primer ministro disuadiese a los rumanos de cualquier idea de entrar en la guerra en ese momento.
Durante más de un año, Radoslavov rehusó aliarse con ninguno de los dos bandos, sopesando las promesas territoriales y financieras de cada uno de ellos antes de decidirse a entrar en el conflicto. A pesar de sus simpatías por los Imperios y de facilitar el paso de abastos alemanes al Imperio otomano mientras estorbaba el auxilio de Serbia por parte de Rusia, se negó durante meses a firmar una alianza militar con los Imperios Centrales. Otra medida favorable a estos fue el apoyo y refugio que Radoslavov concedió a las guerrillas macedonias que operaban en territorio serbio. El objetivo de la política de Radoslavov era la misma que la de sus predecesores, aunque con diferentes alianzas: la expansión territorial búlgara hasta lograr la extensión considerada ideal por los nacionalistas búlgaros. Para ello debía anular las consecuencias de la derrota militar en la segunda guerra balcánica y el posterior Tratado de Bucarest. Radoslavov y el zar finalmente optaron por aliarse con la coalición que parecía tener más visos de ganar la contienda y, a la vez, de ofrecer el mayor cumplimiento de las aspiraciones territoriales búlgaras, pero eligieron el bando perdedor.
La participación búlgara en la guerra comenzó con la alianza con los Imperios en septiembre de 1915 y el posterior ataque a Serbia en octubre, con el objetivo de lograr los territorios deseados. El ataque combinado de alemanes, austrohúngaros y búlgaros logró pronto eliminar la resistencia serbia y las unidades anglo-francesas que trataron de acudir en su auxilio fueron rechazadas hacia Salónica, donde quedaron estancadas hasta septiembre de 1918. Tras la entrada en guerra de Rumanía a finales del verano de 1916 a favor de la Triple Entente y su rápida derrota, Radoslavov logró la devolución de la Dobruya meridional, pero no del resto de la provincia, lo que llevó oficialmente a su renuncia finalmente en 1918. También durante el Gobierno de Radoslavov las tropas búlgaras consiguieron ocupar Serres, Drama y Kavala en el Sur, recreando en la práctica las fronteras del Tratado de San Stefano. El triunfo, sin embargo, fue efímero: ante la creciente crisis económica en el país y el aumento del descontento Fernando sustituyó a Radoslavov por Malinov en junio de 1918. Para entonces, su Gobierno se había ganado fama de corrupto y servil para con Berlín. En septiembre una ofensiva Aliada logró abrirse paso en el frente macedonio y Bulgaria tuvo que solicitar la paz. A comienzos de octubre Fernando abdicó en su hijo Boris III y marchó a exilio a Coburgo, a donde huyó también Radoslavov. En 1922 fue juzgado in absentia como uno de los causantes de las derrotas militares búlgaras de la década anterior. Falleció en el exilio en Berlín el 31 de octubre de 1929.